# Верхне-Кондинский заказник
Верхне-Кондинский заказник — государственный природный заказник федерального значения в Ханты-Мансийском автономном округе.
Заказник находится в административном подчинении заповедника «Малая Сосьва».

## История
На данных территориях в 1929 году был учреждён Кондо-Сосвинский заповедник, который был создан с целью воспроизводства соболя, речного бобра и других охотничье-промысловых животных. В 1951 году заповедник был закрыт. 30 апреля 1971 года здесь был создан Верхне-Кондинский заказник.

## Расположение
Заказник располагается в северо-западной части Западной Сибири, в Кондо-Сосьвинской среднетаежной провинции Обь-Иртышской физико-географической области. Находится на территории Советского и Кондинского районов Ханты-Мансийского автономного округа. Площадь заказника составляет 241 600 га.

## Флора и фауна
На территории заказника насчитывается не менее 400 видов сосудистых растений. Среди них 12 видов внесены в Красную книгу Ханты-Мансийского округа — кувшинка чисто-белая, прострел желтеющий, пион марьин корень, гвоздика разноцветная, башмачок капельный, любка двулистная, тайник сердцевидный и другие.
Природный мир заказника богат и разнообразен. На его территории выявлено 42 вида млекопитающих, 183 вида птиц, 14 видов рыб, 2 вида рептилий и 3 вида амфибий. Широко распространены медведь, лось, соболь, горностай, ласка, заяц-беляк, белка обыкновенная, белка-летяга, бурундук, красная и красно-серая полевки, лесной лемминг, средняя и обыкновенная бурозубки. В заказнике обитают краснокнижные животные, такие как западносибирский (североазиатский) речной бобр, копа, орлан-белохвост, филин, серый журавль, гуменник и другие.